# Ingo Sax
Ingo Sax (* 22. November 1940 in Hamburg; † 13. November 2019) war ein deutscher Autor von Theaterstücken, Märchenspielen und Hörspielen, auch in plattdeutscher Sprache.

## Leben
Sax machte nach dem Schulbesuch, den er mit der Mittleren Reife abschloss, eine Schlosserlehre. Anschließend studierte er Maschinenbau und fuhr danach drei Jahre lang als LKW-Fahrer durch Europa. Durch Psychoanalyse und Schauspielunterricht wurde er vom Stottern geheilt und studierte dann Sozialpädagogik und Psychologie. Nach Abschluss seines Studiums war er an einer Hamburger Schule für Behinderte tätig.
Sax’ erstes niederdeutsches Hörspiel wurde 1984 von Radio Bremen produziert. Die Uraufführung seines „Erstlingswerks“ als Bühnenautor Blifft allns in de Familie fand 1985 am Ohnsorg-Theater statt. Es folgten mehrere Auftragsarbeiten für das Ohnsorg-Theater sowie weitere Theaterstücke, die auf zahlreichen Bühnen gespielt werden, die die niederdeutsche Sprache pflegen – vor allem im norddeutschen Raum. Zudem führte er Regie bei Laienschauspielgruppen, beispielsweise im Parabol Theater in Buchholz, das er 2002 mit Theaterbegeisterten gegründet hatte.
1991 erhielt er den Fritz-Reuter-Preis der Alfred-Toepfer-Stiftung.
Sax war dreimal verheiratet und hatte drei Kinder. Er starb am 13. November 2019 nach langer Krankheit.

## Werke
Die nachfolgend aufgeführten Werke wurden veröffentlicht bei der Vertriebsstelle und Verlag Deutscher Bühnenschriftsteller und Bühnenkomponisten, Norderstedt.
- Die Braut vom Bärenstein. Ein Märchen von Räubern und Liebe. 2006
- Zeus & Consorten. Ein historischer Spaß. 2004
- Glück auf Pump. Eine Komödie. 2004
- Die Schneekönigin. „Liebe geht barfuß im Schnee.“ Nach einem Märchen von Hans Christian Andersen. 2003
- Macheath – zwischen Petticoat und Galgenstrick. Eine Farce in 7 Bildern frei nach John Gay. (= The beggar's opera). 2002
- Der Rattenfänger. Von Hameln? Einer pfeift und alle folgen. 2002
- Dreemol dree mokt söben. ‘n lütt Stück von de Waterkant. 2001
- Die Prinzessin und der Schweinehirt. Ein Märchen zum Knutschen. Frei nach H. C. Andersen. 2001
- Das Ding der Nibelungen. Ein sagenhaftes Märchen. 2001
- Adel verpflichtet zu nichts. Eine Komödie. 2001
- König Drosselbart. Eine märchenhafte Lovestory. Frei nach den Brüdern Grimm. 1999
- Der gestiefelte Kater. Ein märchenhaftes Musical. 1999
- Aschenputtel. „Braven Mädchen hilft nur ein Wunder.“ [1997?]
- Dornröschen. Ein Märchenspiel. (Nur für echte Märchenfreaks), eingerichtet für große und Freilichtbühnen. [1996 ?]
- Eenmol na Baben. Ein Musical. [1996 ?]
- Dat tweete Leeven. Komödie. [1996 ?]
- Marie-Christine. Schauspiel in fünf Akten. [1995]
- Frau Holle. Ein Märchenspiel, frei nach den Brüdern Grimm. [1995 ?]
- Bleibt alles in der Familie. Komödie aus Friesland. [1994 ?]
- Lütte witte Siedenschoh. Komödie. [1993 ?]
- Kleine weisse Seidenschuhe. Komödie in drei Akten. [1993 ?]
- Schneewittchen und die sieben Zwerge. Ein Märchenspiel nach den Brüdern Grimm.  [1993 ?]
- Des Kaisers neueste Kleider. Ein Märchen für größere Kinder bis 80 und darüber sehr frei nach H. C. Andersen. [1993 ?]
- Blifft all'ns in de Familie. Komödie aus Friesland. [1990]
- Amanita. Schauspiel. [1990 ?]
- Was rastet, das kostet. Ein Stück über den alltäglichen Kleinkram, den wir Leben nennen. [1987 ?]
- Amaretto. Ein Kriminalstück. [circa 1985]
- Ommlett. Ein total missglücktes Trauerspiel. [circa 1985]
- Ommlett. Eine platte Komödie. [circa 1985]

### Hörspiele
Sax war Autor von Hörspielen für Radio Bremen (RB), den Norddeutschen Rundfunk (NDR) und den Westdeutschen Rundfunk (WDR):
- Ole Geschichten, RB / NDR, 8. Oktober 1984
- De Klocken von St. Johannis, RB / NDR, 11. März 1985
- Sherlock Harms un de Kunstraub von Hamborg, RB / NDR, 5. August 1985
- Güstern erst un morgen wedder, NDR / RB, 23. Februar 1987
- Kastendiek & Bischoff, 25 Folgen, RB, 1987–1997
- Wat steiht, kost’t Geld, WDR, 2. April 1994